# Azacán

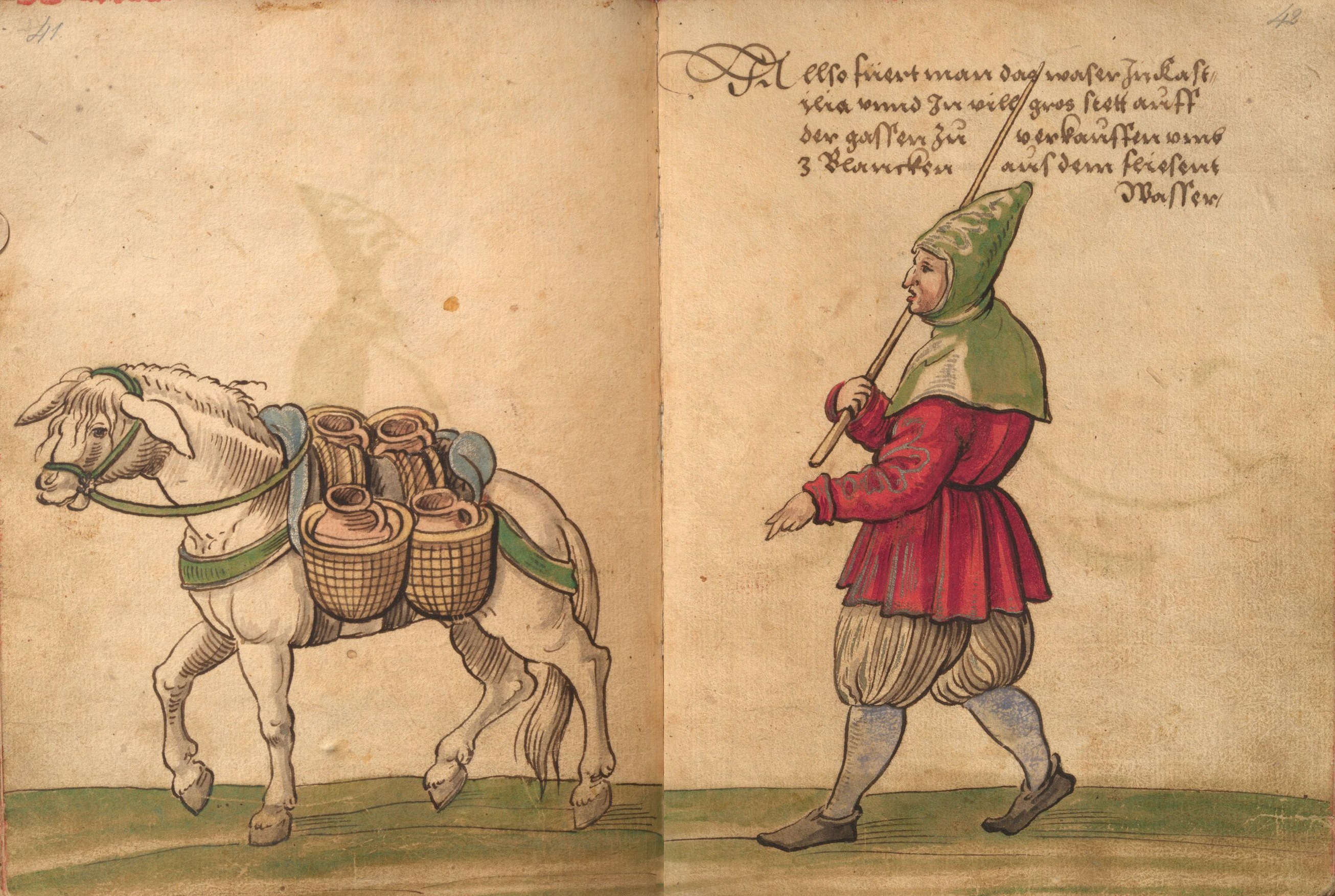
Azacán (aguador) castellano ("Kastilianischer Wasserverkäufer") hacia 1530, grabado de Christoph Weiditz en la Galería Nacional de Núremberg.

El término azacán es el nombre de origen árabe que recibían los porteadores de agua que se servían para ello de una caballería o un carro de manos. Como adjetivo se aplicaba en general a todo el que hacía "recados de condición humilde o penosa".

## Etimología y usos
La voz 'azacán' procede en su origen del árabe clásico «saqqā'» que se transformó en el «assaqqá» del árabe hispano. Para Nebrija, el «açacan» era el 'aguadero' y con este uso pasó a América. Los diccionarios dan ejemplos del uso antiguo de este término que en un sentido coloquial denominaba a alguien muy ocupado en trabajos, negocios o faenas con la frase: "estar hecho un azacán".

### Un 'azacán' de Cervantes
Al final del capítulo XX de la Primera Parte del El Quijote, el hidalgo caballero, conversando con su fiel escudero Sancho Panza sobre los diferentes noblezas de los hijosdalgo, describe con estos hermosos párrafos el humilde oficio de 'azacán':

"...Otros tuvieron principio de gente baja y van subiendo de grado en grado, hasta llegar a ser grandes señores; de manera que está la diferencia en que unos fueron, que ya no son, y otros son, que ya no fueron; y podría ser yo destos, que, después de averiguado, hubiese sido mi principio grande y famoso, con lo cual se debía de contentar el rey mi suegro que hubiere de ser; y cuando no, la infanta me ha de querer de manera que a pesar de su padre, aunque claramente sepa que soy hijo de un azacán, me ha de admitir por señor y por esposo; y si no, aquí entra el roballa y llevalla donde más gusto me diere, que el tiempo o la muerte ha de acabar el enojo de sus padres."
Miguel de Cervantes

## Tipología

### Azacanes de burro

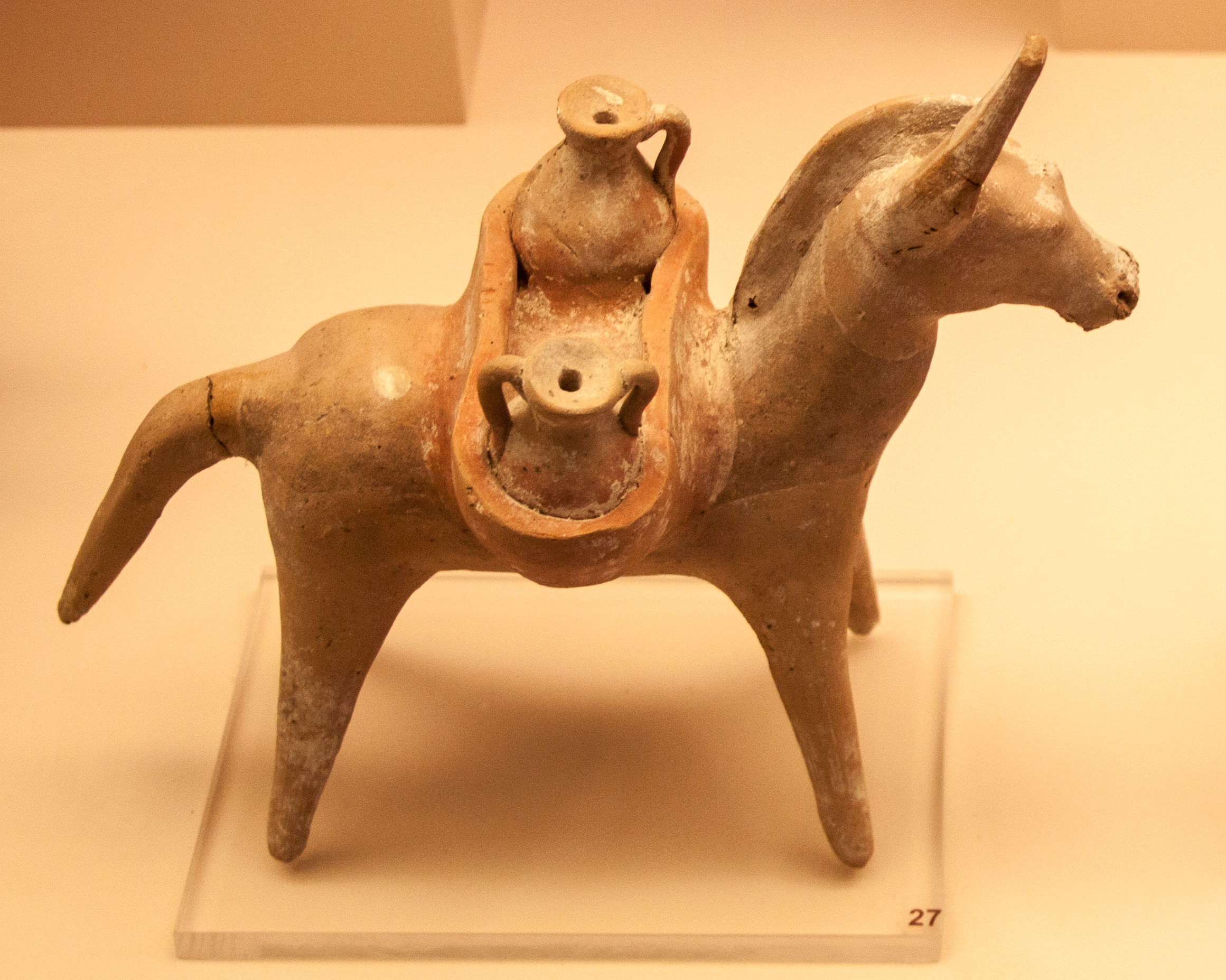
Burro con alforjas cantareras, modelado en arcilla (terracota). Museo Arqueológico de Rodas

Madame d'Aulnoy en sus memorias viajeras por España (Memoires de la cour d'Espagne, Relation du voyage d'Espagne, hacia 1690-91) describe a los 'azacanes' como aguadores que "cargan un burro con
varios cántaros grandes y los llevan por la villa. Van vestidos con una bayeta ordinaria con las piernas al
aire y sandalias o alpargatas, simples suelas con cuerdas atadas." Estos 'azacanes de burro', que cargaban en los serones o angarillas hasta seis grandes vasijas de diez litros han quedado inmortalizados en diversas pinturas y grabados costumbristas de ciudades y pueblos de la geografía española. De entre las más curiosas quizá, se pueden citar las que los pintores del siglo XVII dejaron del paseo sevillano de la Alameda y de los aguateros del paseo del Prado de Madrid.

### Azacanes de carretillo
Más humildes y esforzados eran los 'azacanes de carretillo, carrito o carrillo' que transportaban su carga de agua en dos cántaros trabados en un pequeño carro de mano (como una carretilla de madera con dos huecos para encajar las vasijas). También aparecen en grabados de la época, como los realizados por el artista flamenco Simon de Vries Frisius (1580-1628) en Sevilla, en escenas del mencionado paseo hispalense de la Alameda y en los azulejos con que se adornó hacia 1770 el Monasterio de la Encarnación de Osuna.

### Azacanes de Toledo

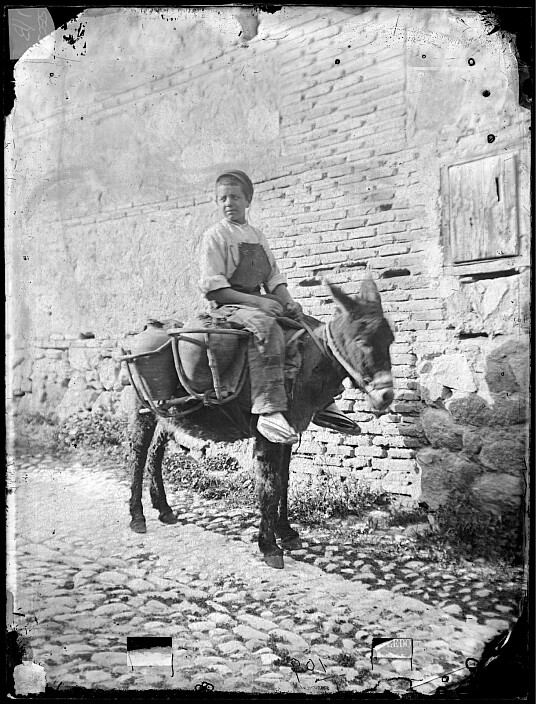
Fotografía de un joven azacán, hacia 1880, por Casiano Alguacil. Archivo Municipal de Toledo

Toledo, la ciudad castellana circundada y casi estrangulada por el río Tajo, guarda en su historia uno de los capítulos más nobles y esforzados del oficio de azacán.
Una de las primeras referencias que quedan en la ciudad de la importancia de este gremio de aguadores es la que recuerda que ya en 1385 existía una cal de azacanes (luego Calle de los Azacanes). De 1563 es el reglamento; en él quedaba declarado oficio de ejercicio libre, pero con una estricta normativa sobre las medidas de los cántaros. La capacidad de cada uno de ellos no podía superar las cinco azumbres y cuarto de agua, y era obligatorio también que mostrasen grabado la firma o el sello de su fabricante "con la marca que por mandado de la ciudad al presente se le ha dado a cada uno". La durísima aplicación de la ley en la España del siglo XVI dictaba que de no cumplirse el reglamento se abonaría "una multa de 200 maravedíes y la rotura de los cántaros de medida inferior".
También queda el dato de que en 1561 vivían en la Calle de los Azacanes 137 vecinos, entre los que se encontraba "Jirónima de Cuevas", supuesta compañera del pintor Doménikos Theotokópoulos, el Greco, y supuesta modelo para el cuadro La dama de armiño.